# United Airlines Tournament of Champions 1981 - Doppio
Il doppio del torneo di tennis United Airlines Tournament of Champions 1981, facente parte del WTA Tour 1981, ha avuto come vincitrici Martina Navrátilová e Pam Shriver che hanno battuto in finale Rosemary Casals e Wendy Turnbull con il punteggio di 6–1, 7–6.

## Tabellone

### Legenda
| - Q = Qualificato - WC = Wild card - LL = Lucky loser | - ALT = Alternate - SE = Special Exempt - PR = Protected Ranking | - w/o = Walkover - r = Ritirato - d = Squalificato |

|  | Primo turno                     | Primo turno                     | Primo turno                     | Primo turno | Primo turno |  |  | Ultimo turno                    | Ultimo turno                    | Ultimo turno                    | Ultimo turno | Ultimo turno |  |
|  |                                 |                                 |                                 |             |             |  |  |                                 |                                 |                                 |              |              |  |
|  | Rosie Casals Wendy Turnbull     | Rosie Casals Wendy Turnbull     | Rosie Casals Wendy Turnbull     | 7           | 6           |  |  |                                 |                                 |                                 |              |              |  |
|  | Kathy Jordan Anne Smith         | Kathy Jordan Anne Smith         | Kathy Jordan Anne Smith         | 6           | 1           |  |  | Rosie Casals Wendy Turnbull     | Rosie Casals Wendy Turnbull     | Rosie Casals Wendy Turnbull     | 1            | 6            |  |
|  | Martina Navrátilová Pam Shriver | Martina Navrátilová Pam Shriver | Martina Navrátilová Pam Shriver | 6           | 6           |  |  | Martina Navrátilová Pam Shriver | Martina Navrátilová Pam Shriver | Martina Navrátilová Pam Shriver | 6            | 7            |  |
|  | Barbara Potter Sharon Walsh     | Barbara Potter Sharon Walsh     | Barbara Potter Sharon Walsh     | 1           | 2           |  |  |                                 |                                 |                                 |              |              |  |